# بيتر روفاي
بيتر روفاي (بالإنجليزية: Peter Rufai) (مواليد 24 أغسطس 1963) هو لاعب كرة قدم. لعب مع منتخب نيجيريا لكرة القدم. سبق له أن لعب في كأس العالم لكرة القدم مع منتخب بلاده.

## روابط خارجية
- بيتر روفاي على موقع الاتحاد الدولي (مؤرشف)  (الإنجليزية)
- بيتر روفاي على موقع قاعدة بيانات كرة القدم.إي يو (الإنجليزية)
- بيتر روفاي على موقع ناشيونال فوتبول تيمز (الإنجليزية)
- بيتر روفاي على موقع Soccerway.com (الإنجليزية)